# Ronnie O'Sullivan
Ronald Antonio "Ronnie" O’Sullivan (Wordsley, West Midlands, 5 de desembre de 1975) és un jugador anglès professional de snooker. Ha guanyat el Campionat del Món un total de set ocasions (2001, 2004, 2008, 2012, 2013, 2020 i 2022).
O'Sullivan va esdevenir jugador professional als 16 anys i és conegut pel seu estil de joc ràpid, guanyant-se ben d'hora el sobrenom de "The Rocket" (el coet). Va guanyar el seu primer títol de rànquing, el Campionat del Regne Unit del 1993, una setmana abans del seu 18è aniversari, sent el jugador més jove a guanyar un torneig de rànquing professional. Al llarg de la seva carrera ha guanyat un total de 25 títols de rànquing, incloent cinc Campionats del Món, quatre títols del Campionat del Regne Unit, i va ser número u del món durant cinc temporades (2001/2002, 2003/2005 i 2007/2009). Els seus èxits en tornejos de classificació inclouen quatre Màsters, deu títols de la Premier League i guanyar la Copa de Nacions amb Anglaterra del 2000.
O'Sullivan és el tercer jugador, juntament amb John Higgins a la llista de jugadors que han guanyat més campionats de rànquing, i és quart per darrere de Stephen Hendry, Ray Reardon, i Steve Davis a la llista de jugadors que han guanyat el Campionat del Món a l'era moderna. Els guanys en premis a la seva carrera superen els 7 milions de lliures esterlines, sent el segon després d'Hendry a la llista de premis en efectiu de tota la història. També és segon darrere de Hendry a la llista de jugadors amb breaks centenaris, amb un total de 764. Ronnie suma un total d'11 breaks màxims a la seva carrera professional, un rècord que comparteix amb Hendry. Al Campionat del Món de 1997, va establir el rècord del break màxim més ràpid de la història amb 5 minuts i 20 segons.
És considerat per molts seguidors, periodistes i companys d'esport com el mateix Sptephen Hendry o Steve Davis, com el talent natural més gran que ha donat la història d'aquest esport a més de ser un dels més populars. El seu alt nivell de joc amb les dues mans, és incomparable a la història de l'snooker encara que el seu temperament, davallades psicològiques i problemes personals amb incidents en episodis controvertits l'han portat a vegades a falta d'interès, depressions o manca de confiança que han perjudicat el seu joc.

## Carrera

### Inicis
Els seus èxits al billar van començar d'adolescent, fent el seu primer break centenari (117) a l'edat de 10 anys, va completar la seva primera neteja total (147) amb 12 anys, i es va convertir en el campió britànic Sub-16 amb 13. El seu debut a la televisió va ser al Tàmesi Snooker clàssic quan tenia 14 anys, amb Steve Davis comentant el partit. Va completar el seu primer break més alt a la final dels Campionats del British Amateur de 1991 amb 15 anys i va guanyar el IBSF Campionat del Món Sub-21 d'aquell mateix any. El 1992 amb 16 anys es va convertir en jugador professional.
O'Sullivan va començar la temporada 1992/1993 guanyant 74 dels seus primers 76 partits professionals, incloent una ratxa de 38 victòries consecutives, rècord que segueix en peu. En la fase de classificació per al Gran Premi va derrotar a Jason Curtis 5-0 en un temps de 43 minuts i 36 segons, establint el rècord actual de partit més ràpid al millor de 9 rondes. Després d'això Alan Hughes li va donar el sobrenom de "The Rocket". Classificat pel Campionat Mundial de setembre de 1992 a l'edat de 16 anys, es va convertir en el jugador més jove a classificar-se pel torneig. Va fer el seu debut Crucible el 18 d'abril de 1993 a l'edat de 17 anys i 134 dies, sent el tercer jugador més jove a competir en aquest escenari darrere de Luca Brecel i Stephen Hendry. Ronnie va perdre 7-10 a la primera ronda contra Alan McManus. O'Sullivan va ser nomenat jove del WPBSA Jugador de l'any 1993.
En la temporada 1993/1994 O'Sullivan va derrotar 10-6 a Hendry a la final del Campionat del Regne Unit, guanyant així el seu primer títol del rànquing. Amb 17 anys i 358 dies es va convertir en el guanyador més jove d'un torneig de classificació professional. Tes setmanes més tard es va enfrontar a Hendry novament la final de l'Open d'Europa, perdent aquest cop per 5-9. Va guanyar el seu segon títol de la classificació a l'Open Britànic en derrotar James Wattana 9-4 a la final. Va arribar a la segona ronda del Campionat del Món, però va perdre 3-13 contra John Parrott. Després de començar la temporada classificat com a número 57 del món, va acabar a la 9a posició, i va ser nomenat Jugador del WPBSA de l'Any 1994.

## Estil de joc
O'Sullivan juga d'una manera ràpida, a l'atac i tàcticament molt sòlida. Encara que ha manifestat el seu menyspreu pels jocs interminables de llarga durada, dient que perjudica el joc de billar. Ell és un bon front-runner; però quan jugant des del darrere no ho fa bé, tendeix a desmoralitzar-se, i és susceptible a perdre diversos jocs consecutius. És dretà, però pot jugar a un alt nivell amb la mà esquerra. Si bé no posseeix la mateixa força amb el seu braç esquerre, en ser ambidextre pot intentar tirs amb la mà esquerra que d'un altra manera requeriria un tir maldestre o utilitzant alguna de les canyes/allargadors.
La primera vegada que va mostrar aquesta capacitat per jugar amb l'esquerra fou al Campionat Mundial del 1996 en una partida contra Alain Robidoux. Al final de la partida el canadenc el va acusar de falta de respecte i O'Sullivan va respondre que ell va jugar millor amb la mà esquerra que Robidoux amb la seva dreta. Ronnie va ser convocat a una audiència disciplinària en resposta a la queixa formal de Robidoux i Ronnie va haver de demostrar que podia jugar a un alt nivell amb la seva mà esquerra. Va jugar tres partides contra l'exjugador i subcampió mundial Rex Williams, guanyant els tres jocs va quedar demostrat el seu talent.

## Estatus
És considerat per molts com el millor jugador de talent natural en la història d'aquest esport, fins i tot amb una etiqueta de "geni". Diversos dels seus companys el consideren el millor jugador de la història, tot i que la seva part temperamental de vegades el porta a una manca de confiança o d'interès pel joc, i fins ara ha actuat de manera incompatible al llarg de la seva carrera controvertida, fins al punt de què es parli dels "dos Ronnies" respecte al seu caràcter. El mateix Stephen Hendry, després de la seva derrota al Campionat Mundial de 2008, va dir que " O'Sullivan és el millor jugador del món per una milla de país".
O'Sullivan és un dels jugadors més populars del circuit i es caracteritza per ser un "showman". Ha ajudat a millorar la imatge de billar al públic en general. El mateix O'Sullivan ha manifestat el seu desig d'entretenir el públic que mira les partides, i ha dit que les lentes, els jocs sorrencs treuen espectadors. Sovint ha estat comparat amb Alex Higgins i Jimmy White, tant pel seu talent natural com per la seva popularitat.

## Vida personal
O'Sullivan va néixer a Wordsley, West Midlands. Es va criar i encara viu, al barri del carrer Manor a Chigwell (Essex), una zona residencial de Londres, estudiant a Wanstead High School. Els seus pares tenien botigues de sexe al Soho.
El mateix Ronnie s'ha etiquetat com un perfeccionista, altament autocrític, fins i tot en la victòria. Ell pateix depressió clínica i ha tingut problemes relacionats amb les drogues, però actualment treballa amb Steve Peters, psicòleg esportiu que l'ha ajudat a superar els seus canvis d'humor. En diverses ocasions ha declarat la seva intenció d'abandonar l'esport, O'Sullivan va treballar durant la temporada 2012/2013, any en què només va participar en el campionat del món i el va guanyar, a una granja de porcs.
O'Sullivan va conèixer a la seva exnòvia Jo Langley a Narcòtics Anònims, actualment té dos fills amb ella. Té una altra filla d'una relació anterior. Ronnie va informar a inicis de juny del 2008 que s'havien separat. Al febrer de 2013, es va comprometre amb l'actriu i ex concursant de Strictly Come Dancing Rouass Laila, amb la qual havia estat sortint des de principis de 2012. La mare de O'Sullivan és de Sicília.
El 2003, diversos mitjans de comunicació van informar que O'Sullivan s'havia convertit a l'islam, però malgrat el seu interès perquè confessés la seva fe, aquestes notícies s'ha demostrat que eren falses. O'Sullivan també defensa un interès pel budisme, després d'haver passat molts migdies al Centre Budista de Londres a Bethnal Green. No obstant això, nega que tenir cap compromís ferm amb cap religió.
O'Sullivan és un fanàtic del futbol i és un entusiasta defensor de l'Arsenal. Una altra de les seves aficions és l'automobilisme. El 2004, va aparèixer al programa Top Gear com "Estrella en un cotxe a un preu raonable", i va acabar amb un temps d'1:47,3 a la pista de prova en un Suzuki Liana. El cap de setmana de 15-16 d'agost de 2009, a la Volkswagen Racing Cup a Silverstone amb un Volkswagen Jetta amb el cotxe número "147", es va dur dues rondes de 20 minuts. O'Sullivan és també un corredor entusiasta, amb una millor marca personal de 34 minuts 54 segons per a les curses de 10 km, marca que el va situar al cim dels 1.500 corredors de 10k al Regne Unit el 2008.

## Taula de tornejos
| Rànquing Des de la temporada 2010/2011, mostra el rànquing a principi de temporada. | UR                | 57                | 9                 | 3                 | 8                 | 7                 | 3                 | 4                 | 4                 | 2                 | 1                   | 3                   | 1                   | 1             | 3             | 5             | 1             | 1             | 3             | 11            | 9             | 19            |               |               |               |               |               |               |               |               |               |               |               |               |               |               |               |               |               |               |               |               |               |               |               |
| Tornejos del rànquing                                                               |                   |                   |                   |                   |                   |                   |                   |                   |                   |                   |                     |                     |                     |               |               |               |               |               |               |               |               |               |               |               |               |               |               |               |               |               |               |               |               |               |               |               |               |               |               |               |               |               |               |               |               |
| Shanghai Masters                                                                    | No se celebrà     | No se celebrà     | No se celebrà     | No se celebrà     | No se celebrà     | No se celebrà     | No se celebrà     | No se celebrà     | No se celebrà     | No se celebrà     | No se celebrà       | No se celebrà       | No se celebrà       | No se celebrà | No se celebrà | WD            | F             | W             | WD            | 2R            | A             | A             |               |               |               |               |               |               |               |               |               |               |               |               |               |               |               |               |               |               |               |               |               |               |               |
| International Championship                                                          | No se celebrà     | No se celebrà     | No se celebrà     | No se celebrà     | No se celebrà     | No se celebrà     | No se celebrà     | No se celebrà     | No se celebrà     | No se celebrà     | No se celebrà       | No se celebrà       | No se celebrà       | No se celebrà | No se celebrà | No se celebrà | No se celebrà | No se celebrà | No se celebrà | No se celebrà | WD            | 2R            |               |               |               |               |               |               |               |               |               |               |               |               |               |               |               |               |               |               |               |               |               |               |               |
| UK Championship                                                                     | 1R                | W                 | QF                | QF                | 1R                | W                 | WD                | QF                | SF                | W                 | QF                  | SF                  | 2R                  | 1R            | QF            | W             | 2R            | SF            | 1R            | 2R            | A             |               |               |               |               |               |               |               |               |               |               |               |               |               |               |               |               |               |               |               |               |               |               |               |               |
| German Masters                                                                      | No se celebrà     | No se celebrà     | No se celebrà     | 1R                | W                 | SF                | NR                | No se celebrà     | No se celebrà     | No se celebrà     | No se celebrà       | No se celebrà       | No se celebrà       | No se celebrà | No se celebrà | No se celebrà | No se celebrà | No se celebrà | WD            | W             | A             |               |               |               |               |               |               |               |               |               |               |               |               |               |               |               |               |               |               |               |               |               |               |               |               |
| Welsh Open                                                                          | 1R                | 1R                | QF                | 2R                | 2R                | 4R                | SF                | 3R                | 2R                | 2R                | QF                  | W                   | W                   | 2R            | QF            | F             | 2R            | SF            | 1R            | SF            | A             |               |               |               |               |               |               |               |               |               |               |               |               |               |               |               |               |               |               |               |               |               |               |               |               |
| World Open                                                                          | 1R                | 1R                | QF                | 1R                | 2R                | 3R                | 3R                | QF                | F                 | QF                | QF                  | 2R                  | W                   | F             | QF            | F             | QF            | 2R            | F             | WD            | A             |               |               |               |               |               |               |               |               |               |               |               |               |               |               |               |               |               |               |               |               |               |               |               |               |
| Players Tour Championship Finals                                                    | No se celebrà     | No se celebrà     | No se celebrà     | No se celebrà     | No se celebrà     | No se celebrà     | No se celebrà     | No se celebrà     | No se celebrà     | No se celebrà     | No se celebrà       | No se celebrà       | No se celebrà       | No se celebrà | No se celebrà | No se celebrà | No se celebrà | No se celebrà | DNQ           | WD            | DNQ           |               |               |               |               |               |               |               |               |               |               |               |               |               |               |               |               |               |               |               |               |               |               |               |               |
| China Open                                                                          | No se celebrà     | No se celebrà     | No se celebrà     | No se celebrà     | No se celebrà     | NR                | 2R                | W                 | W                 | QF                | No se celebrà       | No se celebrà       | WD                  | 1R            | SF            | 1R            | QF            | 1R            | 1R            | QF            | A             |               |               |               |               |               |               |               |               |               |               |               |               |               |               |               |               |               |               |               |               |               |               |               |               |
| World Championship                                                                  | 1R                | 2R                | QF                | SF                | 2R                | SF                | SF                | 1R                | W                 | SF                | 1R                  | W                   | QF                  | SF            | QF            | W             | 2R            | QF            | QF            | W             | W             |               |               |               |               |               |               |               |               |               |               |               |               |               |               |               |               |               |               |               |               |               |               |               |               |
| Tornejos fora del rànquing                                                          |                   |                   |                   |                   |                   |                   |                   |                   |                   |                   |                     |                     |                     |               |               |               |               |               |               |               |               |               |               |               |               |               |               |               |               |               |               |               |               |               |               |               |               |               |               |               |               |               |               |               |               |
| Champion of Champions                                                               | No se celebrà     | No se celebrà     | No se celebrà     | No se celebrà     | No se celebrà     | No se celebrà     | No se celebrà     | No se celebrà     | No se celebrà     | No se celebrà     | No se celebrà       | No se celebrà       | No se celebrà       | No se celebrà | No se celebrà | No se celebrà | No se celebrà | No se celebrà | No se celebrà | No se celebrà | No se celebrà | W             |               |               |               |               |               |               |               |               |               |               |               |               |               |               |               |               |               |               |               |               |               |               |               |
| The Masters                                                                         | A                 | WR                | W                 | F                 | F                 | QF                | QF                | QF                | 1R                | QF                | QF                  | F                   | W                   | F             | W             | 1R            | W             | F             | 1R            | QF            | A             |               |               |               |               |               |               |               |               |               |               |               |               |               |               |               |               |               |               |               |               |               |               |               |               |
| Championship League                                                                 | No se celebrà     | No se celebrà     | No se celebrà     | No se celebrà     | No se celebrà     | No se celebrà     | No se celebrà     | No se celebrà     | No se celebrà     | No se celebrà     | No se celebrà       | No se celebrà       | No se celebrà       | No se celebrà | No se celebrà | A             | A             | RR            | RR            | A             | A             |               |               |               |               |               |               |               |               |               |               |               |               |               |               |               |               |               |               |               |               |               |               |               |               |
| Tornejos de format variat                                                           |                   |                   |                   |                   |                   |                   |                   |                   |                   |                   |                     |                     |                     |               |               |               |               |               |               |               |               |               |               |               |               |               |               |               |               |               |               |               |               |               |               |               |               |               |               |               |               |               |               |               |               |
| Shoot-Out                                                                           | No se celebrà     | No se celebrà     | No se celebrà     | No se celebrà     | No se celebrà     | No se celebrà     | No se celebrà     | No se celebrà     | No se celebrà     | No se celebrà     | No se celebrà       | No se celebrà       | No se celebrà       | No se celebrà | No se celebrà | No se celebrà | No se celebrà | No se celebrà | SF            | A             | A             |               |               |               |               |               |               |               |               |               |               |               |               |               |               |               |               |               |               |               |               |               |               |               |               |
| Ex-tornejos del rànquing'                                                           |                   |                   |                   |                   |                   |                   |                   |                   |                   |                   |                     |                     |                     |               |               |               |               |               |               |               |               |               |               |               |               |               |               |               |               |               |               |               |               |               |               |               |               |               |               |               |               |               |               |               |               |
| Dubai Classic                                                                       | LQ                | SF                | SF                | 1R                | W                 | No se celebrà     | No se celebrà     | No se celebrà     | No se celebrà     | No se celebrà     | No se celebrà       | No se celebrà       | No se celebrà       | No se celebrà | No se celebrà | No se celebrà | No se celebrà | No se celebrà | No se celebrà | No se celebrà | No se celebrà | No se celebrà | No se celebrà | No se celebrà | No se celebrà | No se celebrà | No se celebrà | No se celebrà | No se celebrà | No se celebrà | No se celebrà | No se celebrà | No se celebrà | No se celebrà | No se celebrà |               |               |               |               |               |               |               |               |               |               |
| Malta Grand Prix                                                                    | No se celebrà     | No se celebrà     | A                 | A                 | A                 | A                 | A                 | QF                | A                 | No se celebrà     | No se celebrà       | No se celebrà       | No se celebrà       | No se celebrà | No se celebrà | No se celebrà | No se celebrà | No se celebrà | No se celebrà | No se celebrà | No se celebrà | No se celebrà | No se celebrà | No se celebrà | No se celebrà | No se celebrà | No se celebrà | No se celebrà | No se celebrà | No se celebrà | No se celebrà | No se celebrà | No se celebrà | No se celebrà | No se celebrà | No se celebrà | No se celebrà | No se celebrà | No se celebrà |               |               |               |               |               |               |
| Thailand Masters                                                                    | 2R                | 1R                | F                 | 2R                | SF                | 2R                | 1R                | 1R                | 2R                | SF                | NR                  | No se celebrà       | No se celebrà       | No se celebrà | NR            | No se celebrà | No se celebrà | No se celebrà | No se celebrà | No se celebrà | No se celebrà | No se celebrà | No se celebrà | No se celebrà | No se celebrà | No se celebrà | No se celebrà | No se celebrà | No se celebrà | No se celebrà | No se celebrà | No se celebrà | No se celebrà | No se celebrà | No se celebrà | No se celebrà | No se celebrà | No se celebrà | No se celebrà | No se celebrà | No se celebrà | No se celebrà | No se celebrà | No se celebrà | No se celebrà |
| Scottish Open                                                                       | 2R                | LQ                | 3R                | 1R                | QF                | W                 | 2R                | W                 | 2R                | 2R                | 3R                  | QF                  | No se celebrà       | No se celebrà | No se celebrà | No se celebrà | No se celebrà | No se celebrà | No se celebrà | No se celebrà | A             | NH            |               |               |               |               |               |               |               |               |               |               |               |               |               |               |               |               |               |               |               |               |               |               |               |
| British Open                                                                        | LQ                | W                 | F                 | SF                | 1R                | QF                | 3R                | SF                | QF                | SF                | 3R                  | F                   | SF                  | No se celebrà | No se celebrà | No se celebrà | No se celebrà | No se celebrà | No se celebrà | No se celebrà | No se celebrà | No se celebrà |               |               |               |               |               |               |               |               |               |               |               |               |               |               |               |               |               |               |               |               |               |               |               |
| Irish Masters                                                                       | Fora del rànquing | Fora del rànquing | Fora del rànquing | Fora del rànquing | Fora del rànquing | Fora del rànquing | Fora del rànquing | Fora del rànquing | Fora del rànquing | Fora del rànquing | W                   | QF                  | W                   | NH            | NR            | No se celebrà | No se celebrà | No se celebrà | No se celebrà | No se celebrà | No se celebrà | No se celebrà |               |               |               |               |               |               |               |               |               |               |               |               |               |               |               |               |               |               |               |               |               |               |               |
| Malta Cup                                                                           | QF                | F                 | SF                | 1R                | 1R                | NH                | 1R                | No se celebrà     | No se celebrà     | QF                | W                   | QF                  | 2R                  | A             | 1R            | NR            | No se celebrà | No se celebrà | No se celebrà | No se celebrà | No se celebrà | No se celebrà |               |               |               |               |               |               |               |               |               |               |               |               |               |               |               |               |               |               |               |               |               |               |               |
| Northern Ireland Trophy                                                             | No se celabrà     | No se celabrà     | No se celabrà     | No se celabrà     | No se celabrà     | No se celabrà     | No se celabrà     | No se celabrà     | No se celabrà     | No se celabrà     | No se celabrà       | No se celabrà       | No se celabrà       | NR            | F             | QF            | W             | No se celebrà | No se celebrà | No se celebrà | No se celebrà | No se celebrà |               |               |               |               |               |               |               |               |               |               |               |               |               |               |               |               |               |               |               |               |               |               |               |
| Ex-tornejos fora del rànquing                                                       |                   |                   |                   |                   |                   |                   |                   |                   |                   |                   |                     |                     |                     |               |               |               |               |               |               |               |               |               |               |               |               |               |               |               |               |               |               |               |               |               |               |               |               |               |               |               |               |               |               |               |               |
| Scottish Masters                                                                    | A                 | A                 | A                 | SF                | QF                | QF                | W                 | QF                | W                 | F                 | W                   | No se celebrà       | No se celebrà       | No se celebrà | No se celebrà | No se celebrà | No se celebrà | No se celebrà | No se celebrà | No se celebrà | No se celebrà | No se celebrà |               |               |               |               |               |               |               |               |               |               |               |               |               |               |               |               |               |               |               |               |               |               |               |
| Irish Masters                                                                       | A                 | A                 | 1R                | QF                | SF                | DQ                | QF                | SF                | W                 | QF                | Torneig de rànquing | Torneig de rànquing | Torneig de rànquing | NH            | W             | No se celebrà | No se celebrà | No se celebrà | No se celebrà | No se celebrà | No se celebrà | No se celebrà |               |               |               |               |               |               |               |               |               |               |               |               |               |               |               |               |               |               |               |               |               |               |               |
| Premier League                                                                      | RR                | RR                | RR                | RR                | W                 | RR                | SF                | SF                | W                 | W                 | SF                  | A                   | W                   | W             | W             | W             | W             | F             | W             | W             | A             | NH            |               |               |               |               |               |               |               |               |               |               |               |               |               |               |               |               |               |               |               |               |               |               |               |

| Llegenda de la taula | Llegenda de la taula                | Llegenda de la taula | Llegenda de la taula                                                              | Llegenda de la taula | Llegenda de la taula                        |
| -------------------- | ----------------------------------- | -------------------- | --------------------------------------------------------------------------------- | -------------------- | ------------------------------------------- |
| LQ                   | Derrota en la classificació d'empat | #R                   | Derrota a les primeres rondes del torneig (WR = Wildcard round, RR = Round robin) | QF                   | Arriba fins a quarts de final               |
| SF                   | Arriba fins a semi finals           | F                    | Arriba a la final, finalista del torneig                                          | W                    | Guanyador del torneig                       |
| DQ                   | Desqualificat del torneig           | A                    | No participa al torneig                                                           | 1R                   | Es retira del torneig                       |
| NH                   | El torneig no se celebrà            | NR                   | El torneig no era un torneig del rànquing                                         | MR                   | El torneig era un torneig de rànquing menor |

## Històric finals

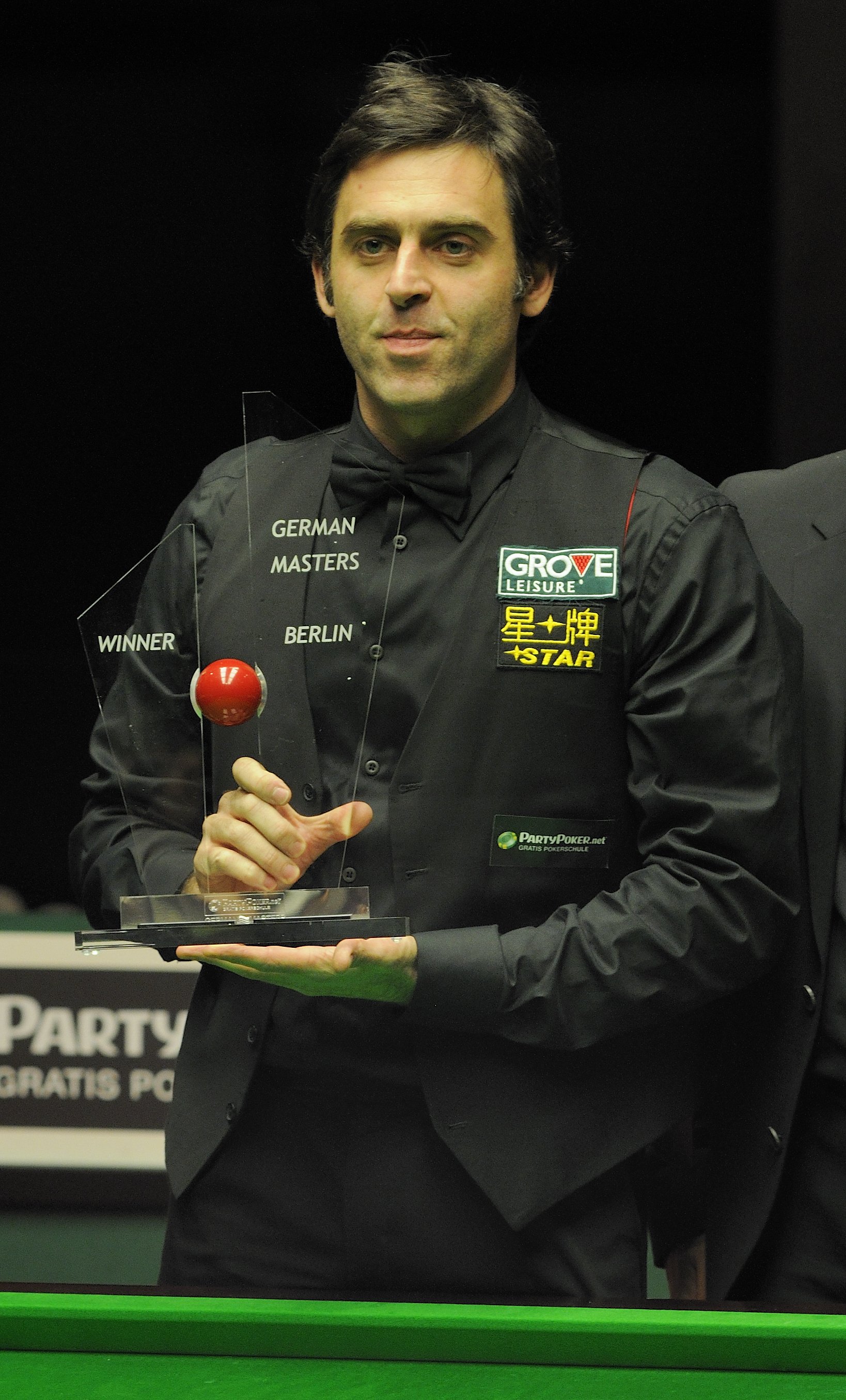
O’Sullivan amb el trofeu del German Masters (2012)

### Finals de tornejos de rànquing (42)
Ha disputat un total de 42 finals, guanyant-ne 28 i quedant subcampió en les 14 restants. Suma 5 victòries al World Championship, 5 UK Championship, 2 Irish Masters, 4 Welsh Open, 2 Scottish Open, 2 China Open, 1 Shanghai Maters, 1 German Masters, 1 German Masters, 1 British Open, 1 Asian Classic, 1 European Open, 1 Grand Prix, 1 North Ireland Trophy.
| Llegenda                 |
| World Championship (5–1) |
| UK Championship (5–1)    |
| Altres (18–11)           |

| Resultat  | No. | Any  | Campionat                      | Oponent a la final | Punts | Ref.   |
| --------- | --- | ---- | ------------------------------ | ------------------ | ----- | ------ |
| Campió    | 1.  | 1993 | UK Championship                | Stephen Hendry     | 10–6  | [ 70 ] |
| Subcampió | 1.  | 1993 | European Open                  | Stephen Hendry     | 5–9   | [ 71 ] |
| Campió    | 2.  | 1994 | British Open                   | James Wattana      | 9–4   | [ 72 ] |
| Subcampió | 2.  | 1995 | Thailand Open                  | James Wattana      | 6–9   | [ 73 ] |
| Subcampió | 3.  | 1995 | British Open                   | John Higgins       | 6–9   | [ 72 ] |
| Campió    | 3.  | 1996 | Asian Classic                  | Brian Morgan       | 9–8   | [ 74 ] |
| Campió    | 4.  | 1996 | German Open                    | Alain Robidoux     | 9–7   | [ 71 ] |
| Campió    | 5.  | 1997 | UK Championship (2)            | Stephen Hendry     | 10–6  | [ 70 ] |
| Campió    | 6.  | 1998 | Scottish Open                  | John Higgins       | 9–5   | [ 75 ] |
| Campió    | 7.  | 1999 | China Open                     | Stephen Lee        | 9–2   | [ 76 ] |
| Campió    | 8.  | 2000 | Scottish Open (2)              | Mark Williams      | 9–1   | [ 75 ] |
| Subcampió | 4.  | 2000 | Grand Prix                     | Mark Williams      | 5–9   | [ 77 ] |
| Campió    | 9.  | 2000 | China Open (2)                 | Mark Williams      | 9–3   | [ 76 ] |
| Campió    | 10. | 2001 | World Snooker Championship     | John Higgins       | 18–14 | [ 78 ] |
| Campió    | 11. | 2001 | UK Championship (3)            | Ken Doherty        | 10–1  | [ 70 ] |
| Campió    | 12. | 2003 | European Open                  | Stephen Hendry     | 9–6   | [ 71 ] |
| Campió    | 13. | 2003 | Irish Masters                  | John Higgins       | 10–9  | [ 79 ] |
| Subcampió | 5.  | 2003 | British Open (2)               | Stephen Hendry     | 6–9   | [ 72 ] |
| Campió    | 14. | 2004 | Welsh Open                     | Steve Davis        | 9–8   | [ 80 ] |
| Campió    | 15. | 2004 | World Snooker Championship (2) | Graeme Dott        | 18–8  | [ 78 ] |
| Campió    | 16. | 2004 | Grand Prix                     | Ian McCulloch      | 9–5   | [ 77 ] |
| Campió    | 17. | 2005 | Welsh Open (2)                 | Stephen Hendry     | 9–8   | [ 80 ] |
| Campió    | 18. | 2005 | Irish Masters (2)              | Matthew Stevens    | 10–8  | [ 79 ] |
| Subcampió | 6.  | 2005 | Grand Prix (2)                 | John Higgins       | 2–9   | [ 77 ] |
| Subcampió | 7.  | 2006 | Northern Ireland Trophy        | Ding Junhui        | 6–9   | [ 81 ] |
| Subcampió | 8.  | 2007 | Grand Prix (3)                 | Marco Fu           | 6–9   | [ 77 ] |
| Campió    | 19. | 2007 | UK Championship (4)            | Stephen Maguire    | 10–2  | [ 70 ] |
| Subcampió | 9.  | 2008 | Welsh Open                     | Mark Selby         | 8–9   | [ 80 ] |
| Campió    | 20. | 2008 | World Snooker Championship (3) | Ali Carter         | 18–8  | [ 78 ] |
| Campió    | 21. | 2008 | Northern Ireland Trophy        | Dave Harold        | 9–3   | [ 81 ] |
| Subcampió | 10. | 2008 | Shanghai Masters               | Ricky Walden       | 8–10  | [ 76 ] |
| Campió    | 22. | 2009 | Shanghai Masters               | Liang Wenbo        | 10–5  | [ 76 ] |
| Subcampió | 11. | 2010 | World Open (4)                 | Neil Robertson     | 1–5   | [ 82 ] |
| Campió    | 23. | 2012 | German Masters (2)             | Stephen Maguire    | 9–7   | [ 83 ] |
| Campió    | 24. | 2012 | World Snooker Championship (4) | Ali Carter         | 18–11 | [ 84 ] |
| Campió    | 25. | 2013 | World Snooker Championship (5) | Barry Hawkins      | 18–12 | [ 85 ] |
| Campió    | 26. | 2014 | Welsh Open (3)                 | Ding Junhui        | 9–3   | [ 86 ] |
| Subcampió | 12. | 2014 | World Snooker Championship     | Mark Selby         | 14–18 | [ 87 ] |
| Campió    | 27. | 2014 | UK Championship (5)            | Judd Trump         | 10–9  | [ 88 ] |
| Campió    | 28. | 2016 | Welsh Open (4)                 | Neil Robertson     | 9–5   | [ 89 ] |
| Subcampió | 13. | 2016 | European Masters               | Judd Trump         | 8–9   | [ 90 ] |
| Subcampió | 14. | 2016 | UK Championship                | Mark Selby         | 7–10  | [ 91 ] |

### Finals de tornejos de rànquing menor (6)
| Resultat  | No. | Any  | Campionat                           | Oponent a la final | Punts | Ref.   |
| --------- | --- | ---- | ----------------------------------- | ------------------ | ----- | ------ |
| Subcampió | 1.  | 2010 | Players Tour Championship – Event 4 | Barry Pinches      | 3–4   | [ 92 ] |
| Campió    | 1.  | 2011 | Players Tour Championship – Event 1 | Joe Perry          | 4–0   | [ 93 ] |
| Campió    | 2.  | 2011 | Kay Suzanne Memorial Trophy         | Matthew Stevens    | 4–2   | [ 94 ] |
| Subcampió | 2.  | 2011 | Antwerp Open                        | Judd Trump         | 3–4   | [ 95 ] |
| Campió    | 3.  | 2013 | Paul Hunter Classic                 | Gerard Greene      | 4–0   | [ 96 ] |
| Subcampió | 3.  | 2013 | Antwerp Open (2)                    | Mark Selby         | 3–4   | [ 97 ] |

### Finals de tornejos fora del rànquing (44)
| Llegenda              |
| Masters (7–5)         |
| Premier League (10–1) |
| Altres(13–8)          |

| Resultat      | No.       | Any  | Campionat                      | Oponent a la final | Punts     | Ref.    |
| ------------- | --------- | ---- | ------------------------------ | ------------------ | --------- | ------- |
| Campió        | 1.        | 1993 | Nescafé Extra Challenge        | James Wattana      | [ nb 11 ] | [ 98 ]  |
| Campió        | 2.        | 1993 | Benson and Hedges Championship | John Lardner       | 9–6       | [ 99 ]  |
| Campió        | 3.        | 1995 | Masters                        | John Higgins       | 9–3       | [ 100 ] |
| Campió        | 4.        | 1996 | Charity Challenge              | John Higgins       | 9–6       | [ 101 ] |
| Subcampió     | 1.        | 1996 | Masters                        | Stephen Hendry     | 5–10      | [ 100 ] |
| Subcampió     | 2.        | 1997 | Charity Challenge              | Stephen Hendry     | 8–9       | [ 101 ] |
| Subcampió     | 3.        | 1997 | Masters (2)                    | Steve Davis        | 8–10      | [ 100 ] |
| Campió        | 5.        | 1997 | European League                | Stephen Hendry     | 10–8      | [ 102 ] |
| Campió        | 6.        | 1997 | Riley Superstar International  | Jimmy White        | 5–3       | [ 98 ]  |
| Subcampió     | 4.        | 1998 | Charity Challenge (2)          | John Higgins       | 8–9       | [ 101 ] |
| Desqualificat | [ nb 12 ] | 1998 | Irish Masters                  | Ken Doherty        | 9–3       | [ 79 ]  |
| Campió        | 7.        | 1998 | Scottish Masters               | John Higgins       | 9–7       | [ 103 ] |
| Subcampió     | 5.        | 1999 | Charity Challenge (3)          | John Higgins       | 4–9       | [ 101 ] |
| Subcampió     | 6.        | 1999 | Millennium Cup                 | Stephen Lee        | 2–7       | [ 98 ]  |
| Campió        | 8.        | 2000 | Champions Cup (2)              | Mark Williams      | 7–5       | [ 101 ] |
| Campió        | 9.        | 2000 | Scottish Masters (2)           | Stephen Hendry     | 9–6       | [ 103 ] |
| Campió        | 10.       | 2001 | Irish Masters                  | Stephen Hendry     | 9–8       | [ 79 ]  |
| Campió        | 11.       | 2001 | Premier League Snooker (2)     | Stephen Hendry     | 9–7       | [ 102 ] |
| Subcampió     | 7.        | 2001 | Scottish Masters               | John Higgins       | 6–9       | [ 103 ] |
| Campió        | 12.       | 2002 | Premier League Snooker (3)     | John Higgins       | 9–4       | [ 102 ] |
| Campió        | 13.       | 2002 | Scottish Masters (3)           | John Higgins       | 9–4       | [ 103 ] |
| Subcampió     | 8.        | 2004 | Masters (3)                    | Paul Hunter        | 9–10      | [ 100 ] |
| Campió        | 14.       | 2005 | Masters (2)                    | John Higgins       | 10–3      | [ 100 ] |
| Campió        | 15.       | 2005 | Premier League Snooker (4)     | Mark Williams      | 6–0       | [ 102 ] |
| Campió        | 16.       | 2005 | Premier League Snooker (5)     | Stephen Hendry     | 6–0       | [ 102 ] |
| Subcampió     | 9.        | 2006 | Masters (4)                    | John Higgins       | 9–10      | [ 100 ] |
| Campió        | 17.       | 2006 | Premier League Snooker (6)     | Jimmy White        | 7–0       | [ 102 ] |
| Campió        | 18.       | 2007 | Masters (3)                    | Ding Junhui        | 10–3      | [ 100 ] |
| Campió        | 19.       | 2007 | Kilkenny Irish Masters (2)     | Barry Hawkins      | 9–1       | [ 104 ] |
| Campió        | 20.       | 2007 | Premier League Snooker (7)     | John Higgins       | 7–4       | [ 102 ] |
| Campió        | 21.       | 2008 | Premier League Snooker (8)     | Mark Selby         | 7–2       | [ 102 ] |
| Campió        | 22.       | 2009 | Masters (4)                    | Mark Selby         | 10–8      | [ 100 ] |
| Subcampió     | 10.       | 2009 | Premier League Snooker         | Shaun Murphy       | 3–7       | [ 102 ] |
| Subcampió     | 11.       | 2010 | Masters (5)                    | Mark Selby         | 9–10      | [ 100 ] |
| Campió        | 24.       | 2010 | Premier League Snooker (9)     | Shaun Murphy       | 7–1       | [ 102 ] |
| Winner        | 25.       | 2011 | Premier League Snooker (10)    | Ding Junhui        | 7–1       | [ 102 ] |
| Campió        | 26.       | 2013 | Champion of Champions          | Stuart Bingham     | 10–8      | [ 105 ] |
| Campió        | 27.       | 2014 | The Masters (5)                | Mark Selby         | 10–4      | [ 106 ] |
| Campió        | 28.       | 2014 | Champion of Champions (2)      | Judd Trump         | 10–7      | [ 107 ] |
| Subcampió     | 12.       | 2015 | World Grand Prix               | Judd Trump         | 7–10      | [ 108 ] |
| Campió        | 29.       | 2016 | The Masters (6)                | Barry Hawkins      | 10–1      | [ 109 ] |
| Subcampió     | 13.       | 2016 | Championship League            | Judd Trump         | 2–3       | [ 110 ] |
| subcampió     | 14.       | 2016 | Champion of Champions          | John Higgins       | 7–10      | [ 111 ] |
| Subcampió     | 30.       | 2017 | The Masters (7)                | Joe Perry          | 10–7      | [ 112 ] |

### Finals de tornejos variats (3)
| Llegenda             |
| Premier League (1–0) |
| Altres (1–1)         |

| Resultat  | No. | Any  | Campionat              | Oponent a la final | Punts     | Ref.    |
| --------- | --- | ---- | ---------------------- | ------------------ | --------- | ------- |
| Campió    | 1.  | 2010 | Power Snooker          | Ding Junhui        | [ nb 13 ] | [ 113 ] |
| Subcampió | 1.  | 2011 | Power Snooker          | Martin Gould       | [ nb 14 ] | [ 114 ] |
| Campió    | 2.  | 2011 | Premier League Snooker | Ding Junhui        | 7–1       | [ 115 ] |

### Finals de tornejos d'equip (1)
| Resultat | No. | Any  | Campionat                     | Oponent a la final | Punts | Ref.    |
| -------- | --- | ---- | ----------------------------- | ------------------ | ----- | ------- |
| Campió   | 1.  | 2000 | Nations Cup (with Anglaterra) | Gal·les            | 6–4   | [ 116 ] |

### Finals amateurs (4)
| Resultat  | No. | Any  | Campionat                        | Oponent a la final | Punts | Ref.    |
| --------- | --- | ---- | -------------------------------- | ------------------ | ----- | ------- |
| Campió    | 1.  | 1988 | British Under-16 Championship    |                    |       | [ 117 ] |
| Subcampió | 1.  | 1991 | English Amateur Championship     | Steve Judd         | 10–13 | [ 118 ] |
| Campió    | 2.  | 1991 | IBSF World Under-21 Championship | Patrick Delsemme   | 11–4  | [ 118 ] |
| Campió    | 3.  | 1991 | Junior Pot Black                 | Declan Murphy      |       | [ 119 ] |

## Curiositats
- Es va convertir en el jugador més jove a guanyar un torneig de rànquing en guanyar el UK Championship amb disset anys.
- Va guanyar les seves primeres 38 partits com internacional, marca que continua vigent.
- Va assolir el break màxim més ràpid de tota la història, en només 5 minuts i 20 segons
- És el jugador que més breaks màxims (147) ha realitzat amb un total de 13 (el segon Stephen Hendry amb 11).
- És l'únic jugador que ha realitzat més d'un break màxim en el Campionat del Món (3)
- Aconsegueix la victòria més ràpida en un partit al millor d'11 frames (53 minuts) en les semifinals del Northern Ireland Trophy de 2006 contra de Dominic Dale.
- Únic jugador en la història a guanyar un partit al millor de 9 frames amb cinc centenes (una d'elles 147). Ho va fer contra Ali Carter al Northern Ireland Trophy de 2007.
- Nombre màxim de centenes en una final, 6 l'any 2013.
- Nombre màxim de centenes al Crucible: 131.
- Un dels tres únics jugadors en guanyar el títol de manera consecutiva al Crucible juntament amb Steve Davis i Stephen Hendry.